# Миколай-Поле (Широківська сільська громада)
Миколай-По́ле (до 1908 року — Миколайфельд, нім. Nikolaifeld) — село в Україні, у Широківській сільській громаді Запорізького району Запорізької області. До 2016 орган місцевого самоврядування — Миколай-Пільська сільська рада.
Населення становить 975 осіб.

## Географія

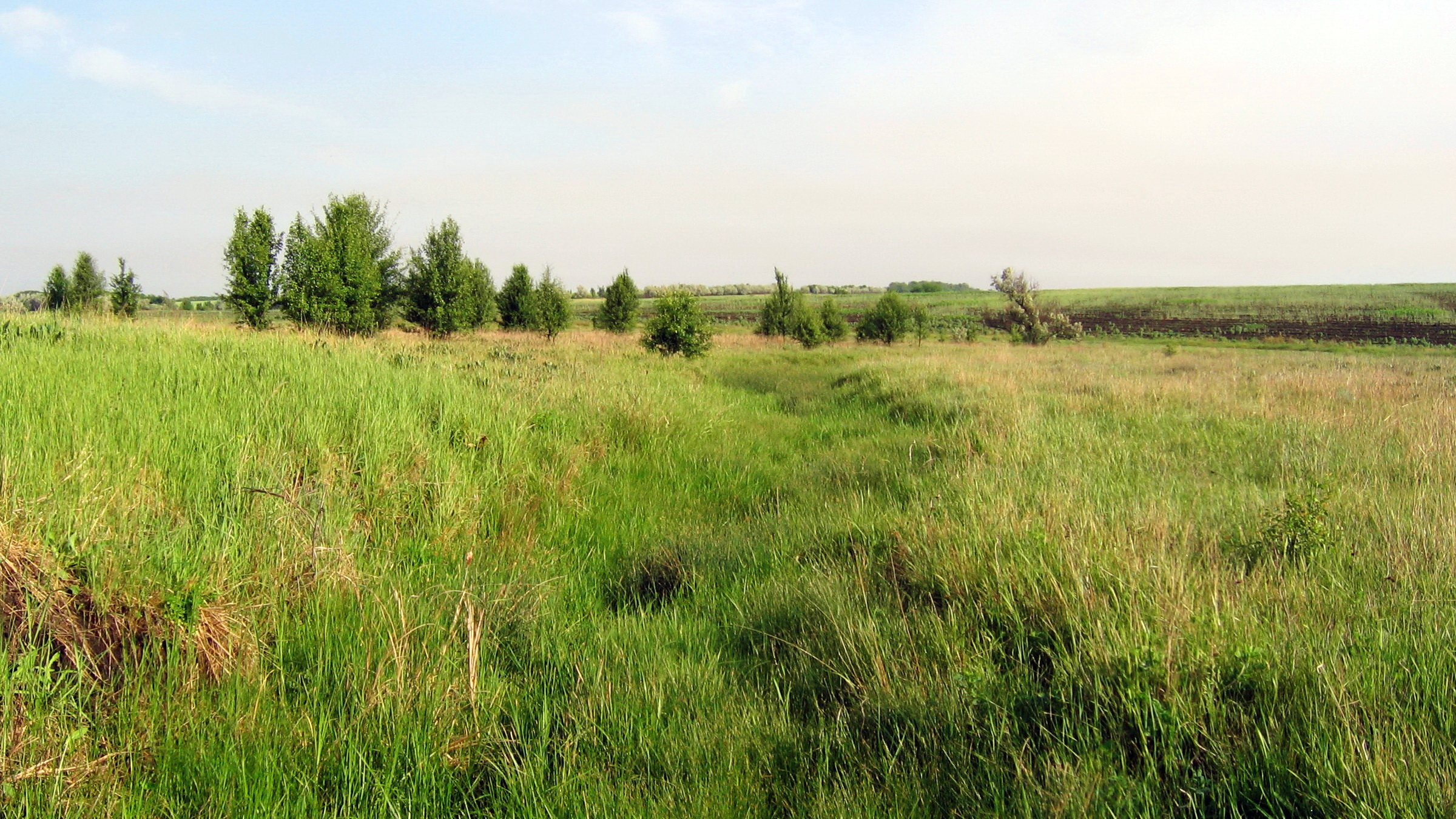
У верхів'ях р. Суха Сура

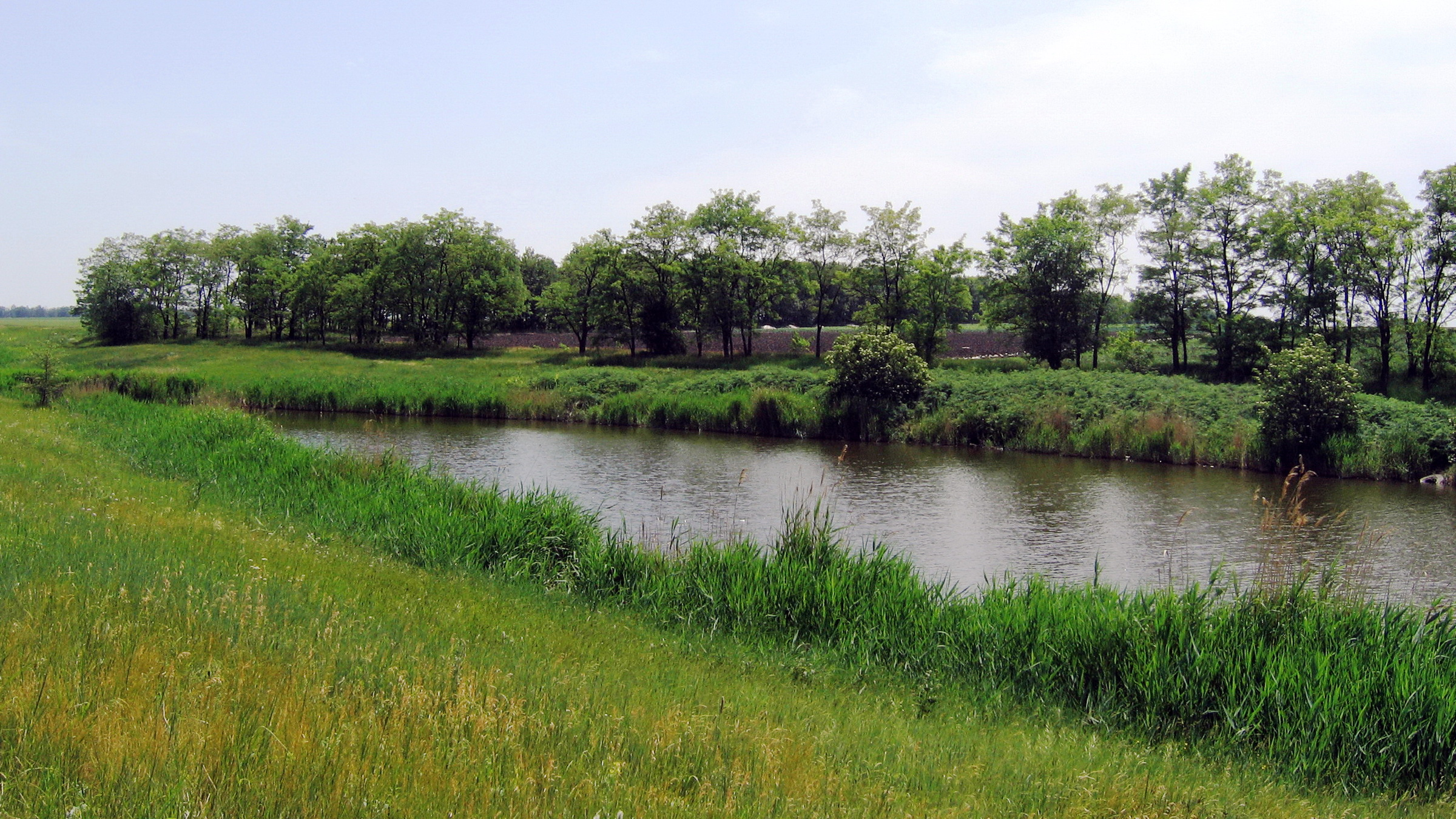
Став за околицею с.Миколай-Поле

Село Миколай-Поле знаходиться в одного з витоків річки Суха Сура, нижче за течією на відстані 3 км розташоване село Морозівка.  Поруч проходить автомобільна дорога Н08.
Природні ландшафти долини р. Суха Сура за околицею села в результаті багаторічної господарської експлуатації (надмірний випас худоби, сінокосіння і т. п.) зазнали значної трансформації. Крім того, на річці створено кілька ставків. В результаті був порушений гідрологічний режим, русло річки замулилось і вона втратила свою минулу повноводність, а на окремих ділянках щорічно на довгий час пересихає, що, можливо, послужило причиною назви річки.
Не зважаючи на суттєвий антропогенний вплив на прилеглій до с. Миколай-Поле долині з вибалками досі зустрічаються раритетні види рослин і тварин. Зокрема тут зареєстровано 5 видів рослин, занесених до Червоної книги України (горицвіт волзький, брандушка різнокольорова, шафран сітчастий, ковила волосиста, ковила пірчаста) і 8 видів рослин, занесених до Червоного списку Запорізької області (ефедра звичайна, мигдаль степовий, астрагал пухнастоквітковий, горобинець волосистий, барвінок трав'яний, зірочки цибулиноносні,  півники маленькі, півники солелюбні), а також 5 видів тварин, занесених до Червоної книги України (махаон, подалірій, ксилокопа звичайна, полоз жовточеревий, сліпак подільський).
Під час сезонних міграцій в долині, у тому числі на ставках, зупиняються на відпочинок зграї та окремі особини водоплавних, навколоводних (гуси, лебеді, качки, мартини, кулики), соколоподібних, горобцеподібних та інших груп птахів. Взагалі по р. Суха Сура проходить паралельний Дніпру досить потужний міграційний шлях птахів. 

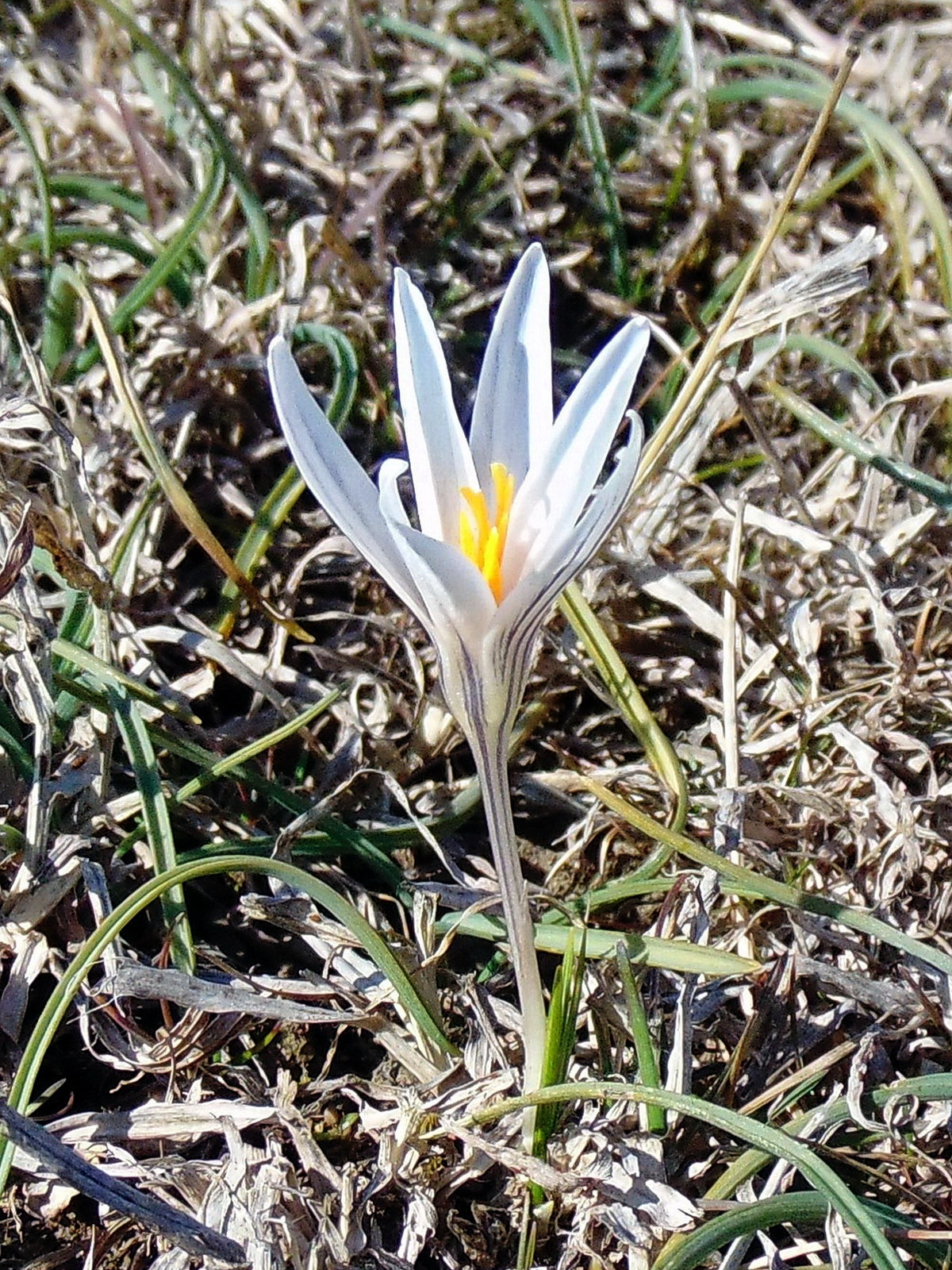
Шафран сітчастий
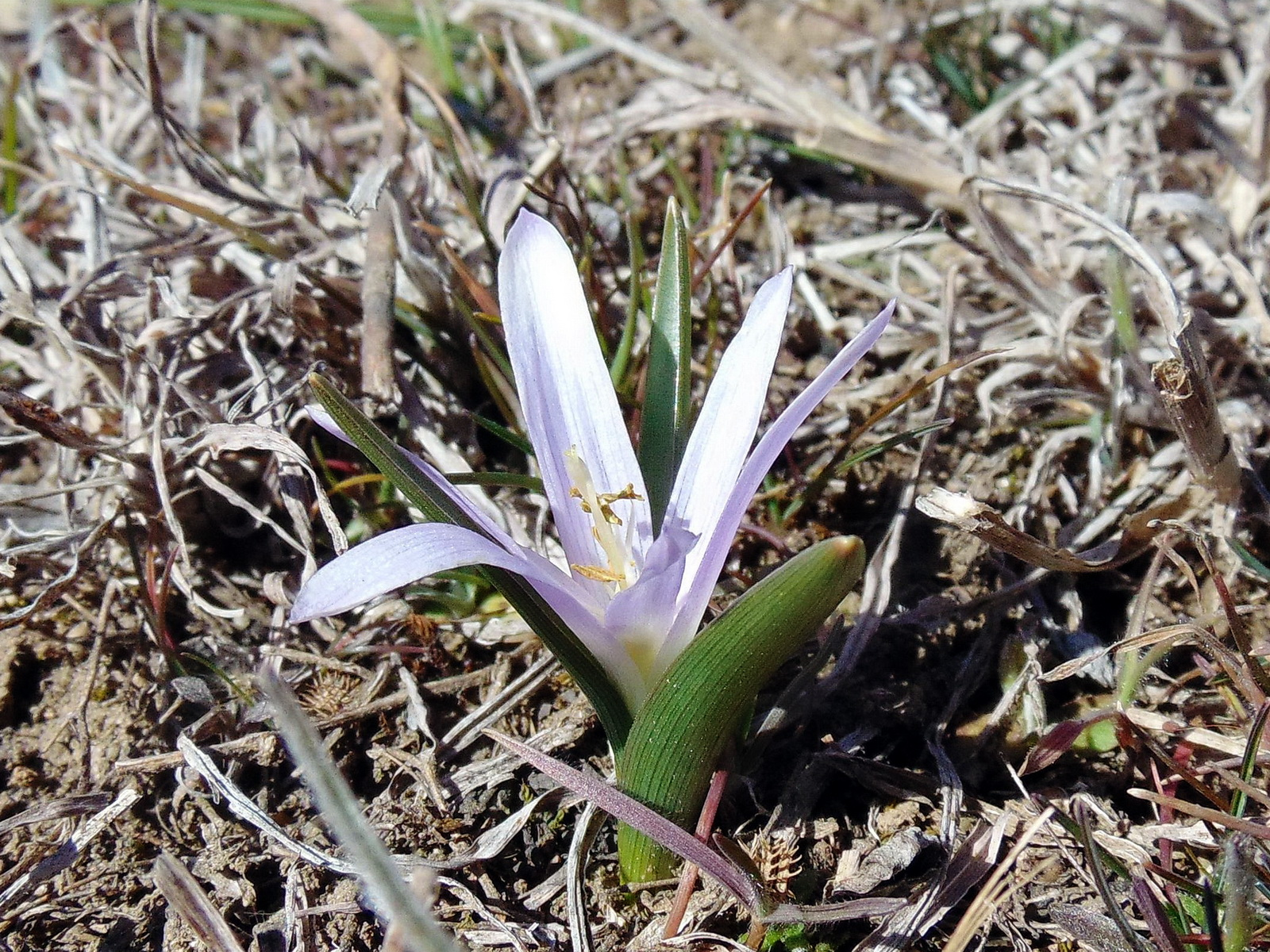
Брандушка різнокольрова
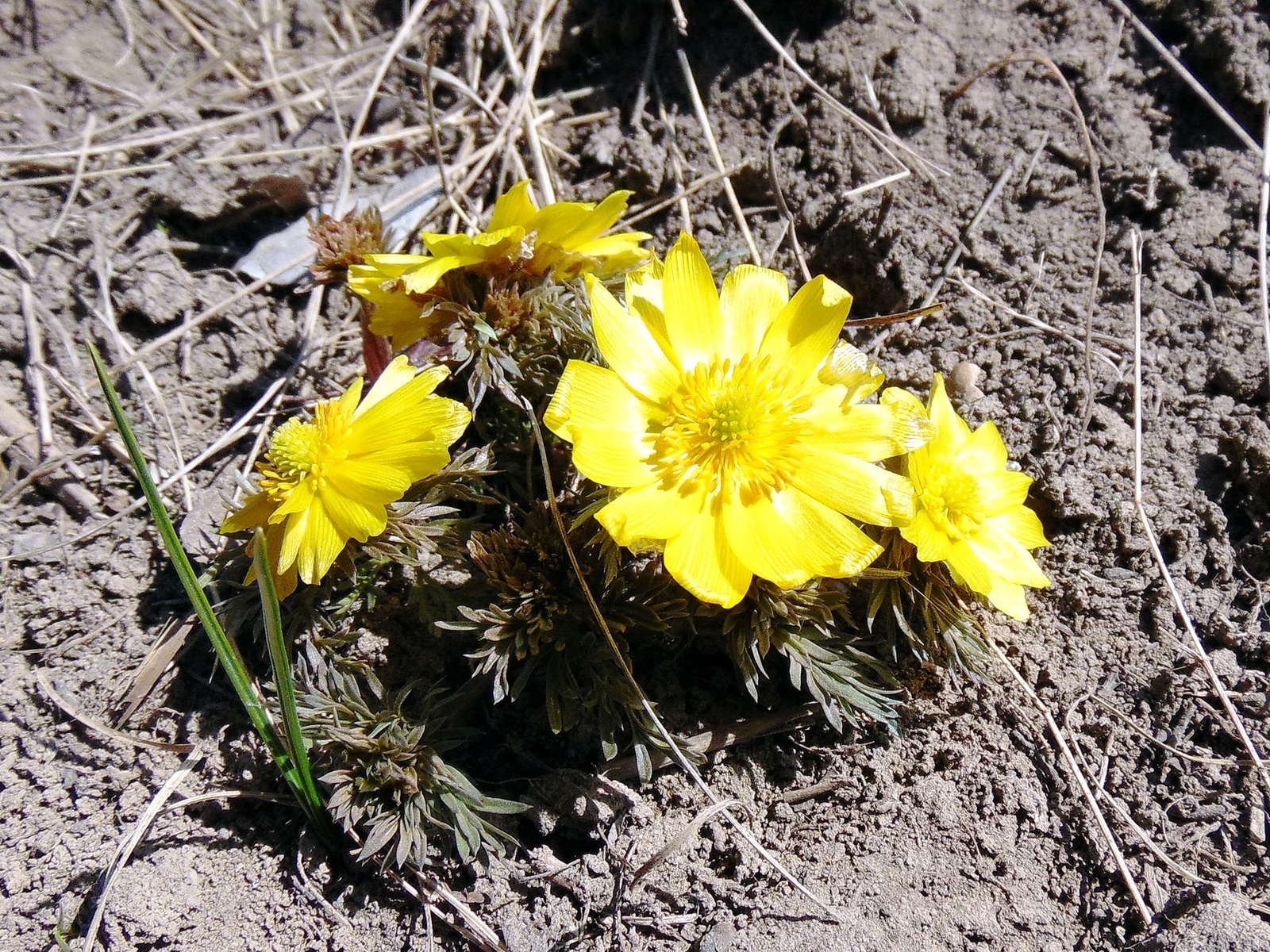
Горицвіт волзький
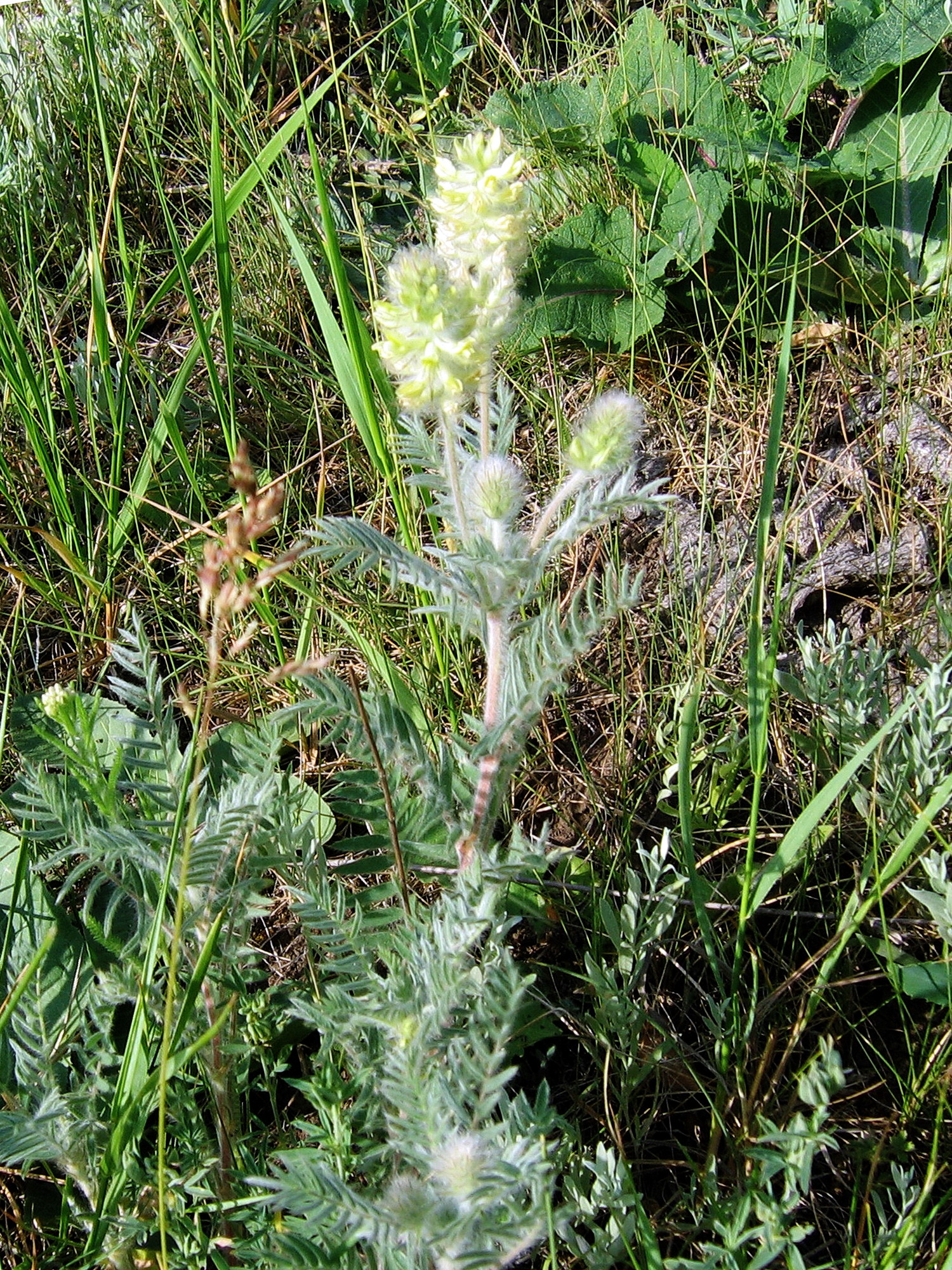
Гострокільник волосистий

## Археологія
Поблизу села Федорівки виявлено 4 палеолітичні стоянки (40 та 100 тис. років тому), поселення і поховання доби неоліту і бронзи (IV та II тисячоліття до н. е.), поселення та 2 могильники черняхівської культури (II–VI ст. ст. н. е.)

## Історія
Село засноване в 1869 році німцями-колоністами з хортицьких колоній.
Станом на 1886 у німецькій колонії Миколайфельд, центрі Миколайфельдської волості Катеринославського повіту Катеринославської губернії, мешкало 199 осіб, налічувалось 33 дворових господарства, існували молитовний будинок менонітів, школа, колісний завод.
7 (20) листопада 1917 року, відповідно до Третього Універсалу Української Центральної Ради, увійшло до складу Української Народної Республіки.
6 березня 2015 року у селі було завалено пам'ятник Леніну.
12 червня 2020 року, відповідно до Розпорядження Кабінету Міністрів України від № 713-р «Про визначення адміністративних центрів та затвердження територій територіальних громад Запорізької області», увійшло до складу Широківської сільської громади.
19 липня 2020 року, в результаті адміністративно-територіальної реформи та ліквідації колишнього Запорізького району(1965-2020), село увійшло до складу новоутвореного Запорізького району.

## Населення

### Мова
Розподіл населення за рідною мовою за даними перепису 2001 року:
| Мова            | Кількість | Відсоток |
| --------------- | --------- | -------- |
| українська      | 846       | 86.77%   |
| російська       | 116       | 11.90%   |
| білоруська      | 7         | 0.72%    |
| інші/не вказали | 6         | 0.61%    |
| Усього          | 975       | 100%     |

## Економіка
- «Світоч», ТОВ.

## Об'єкти соціальної сфери
- Школа.
- Дитячий садочок.
- Будинок культури.
- Фельдшерсько-акушерський пункт.

## Галерея
Природні ландшафти на околиці с. Миколай-Поле (Долина р. Суха Сура)

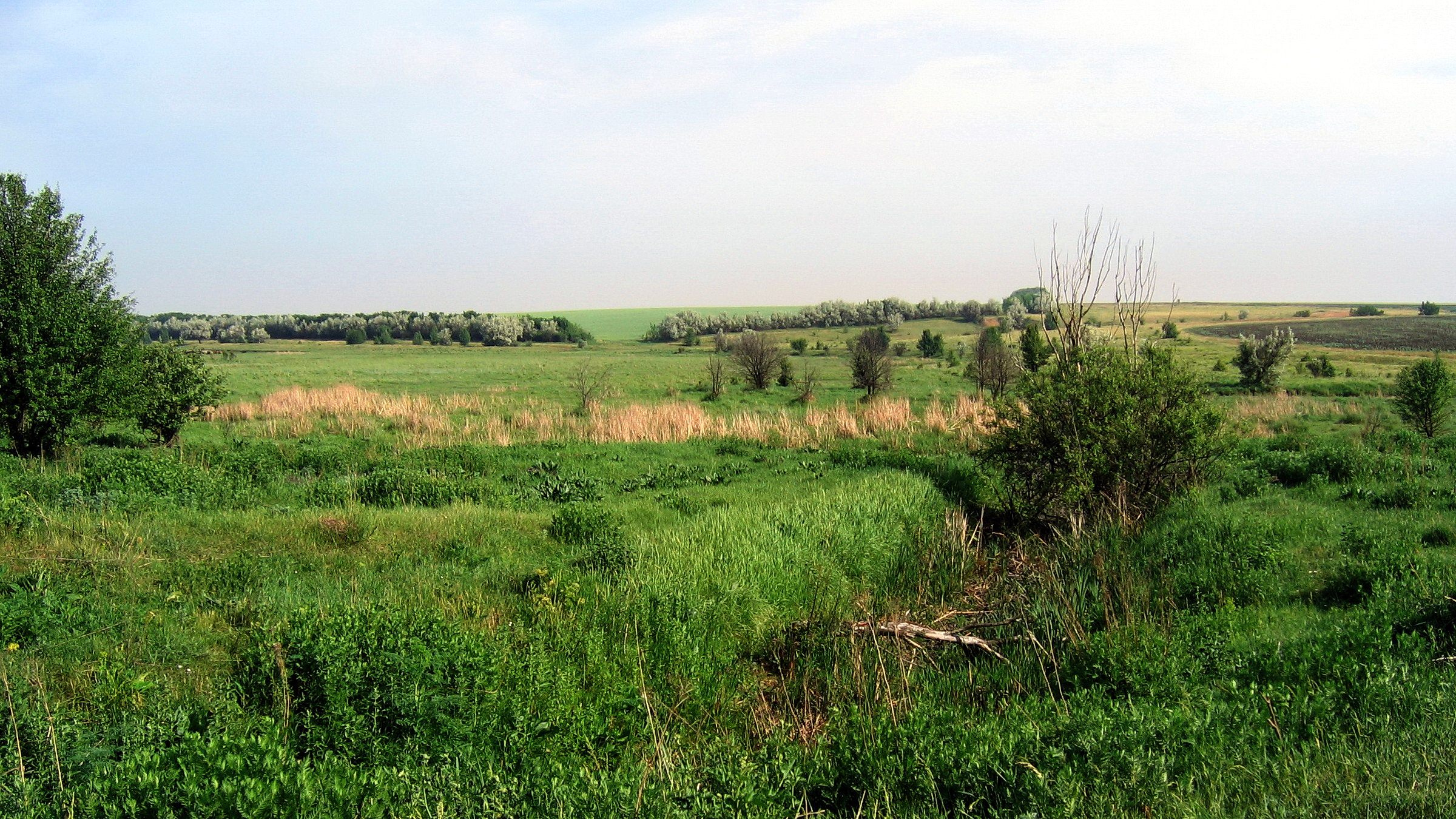
Долина р.Суха Сура
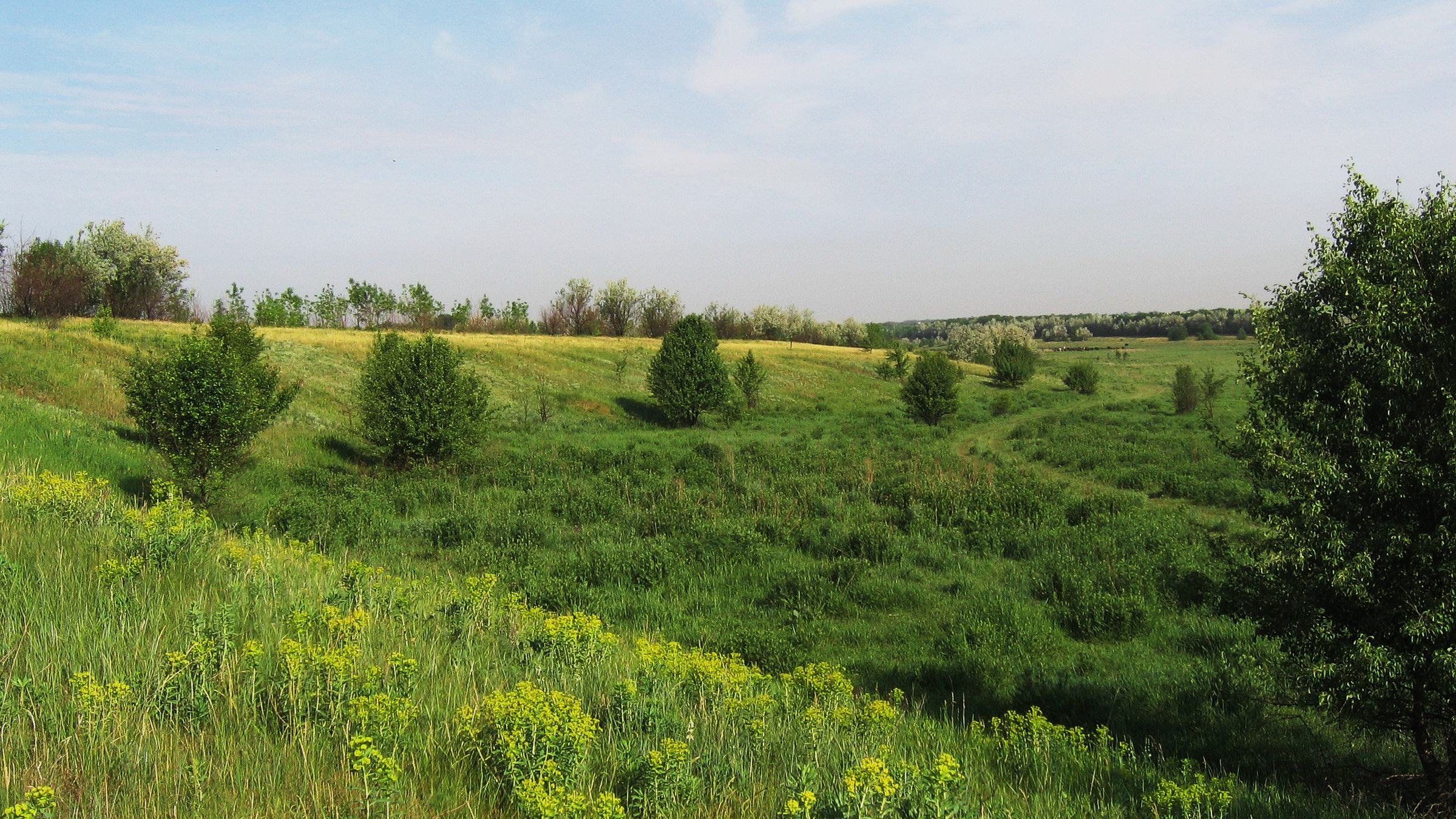
Заплавна лука
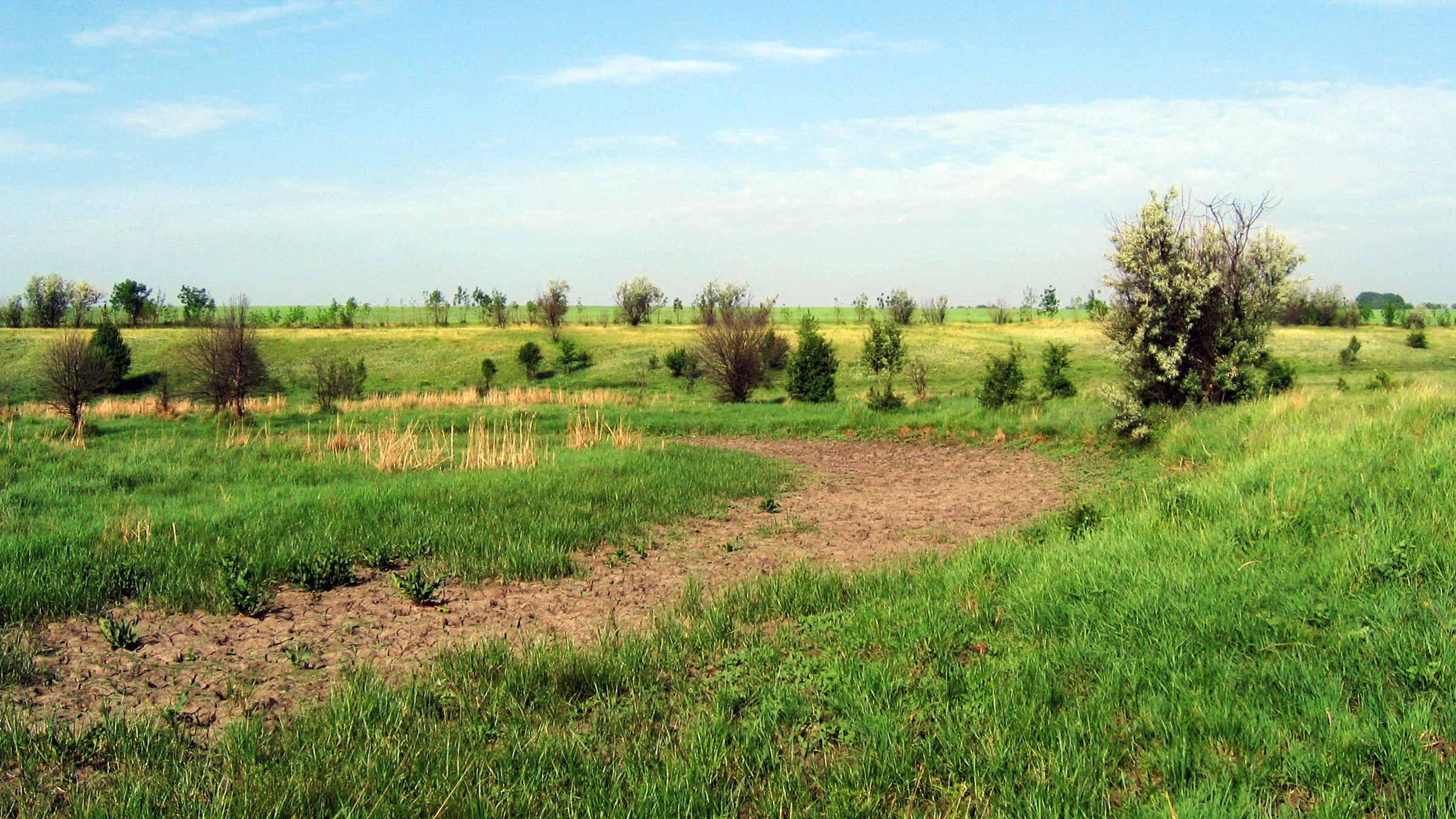
Сухе русло річки
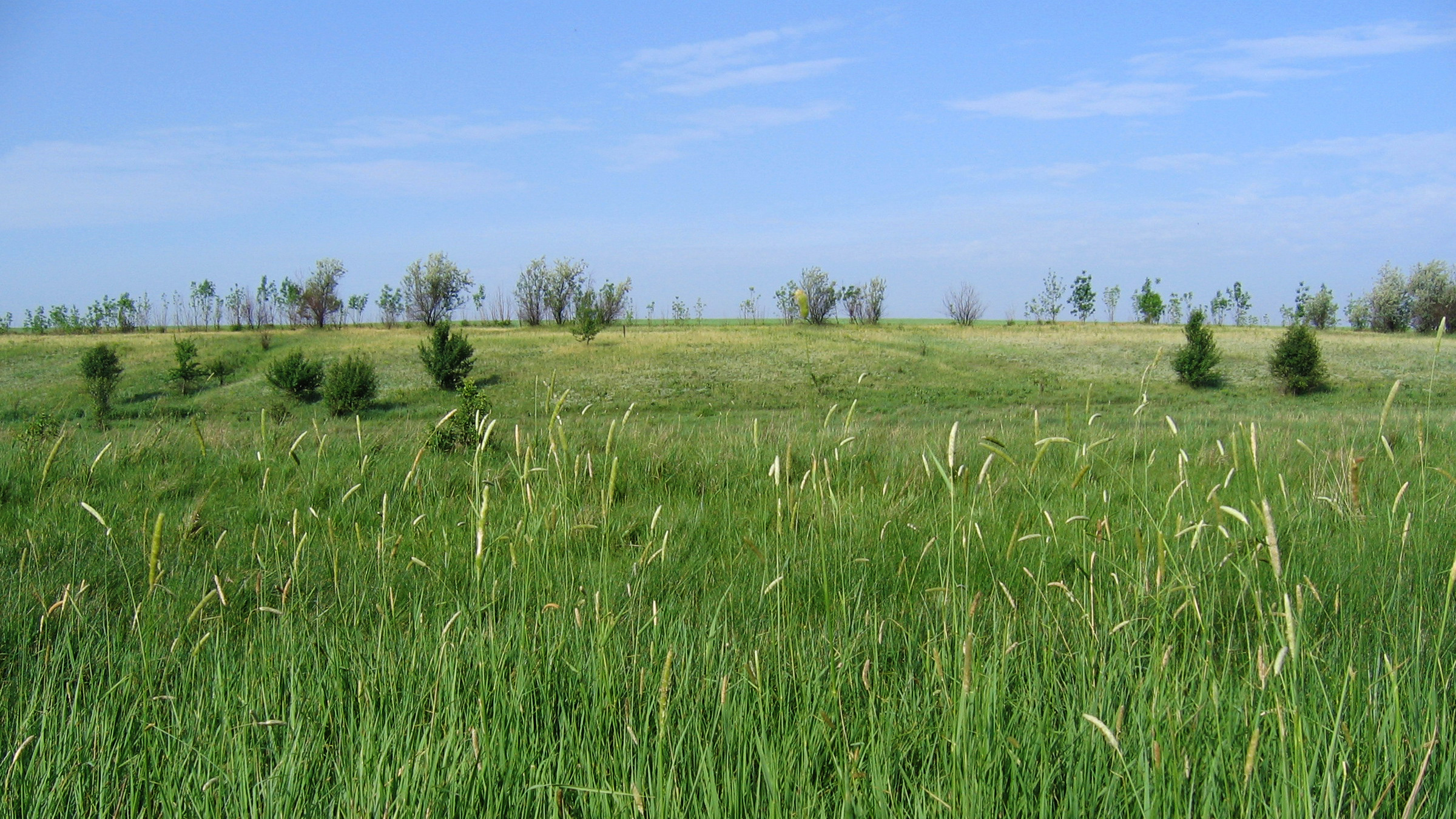
Суходільна лука
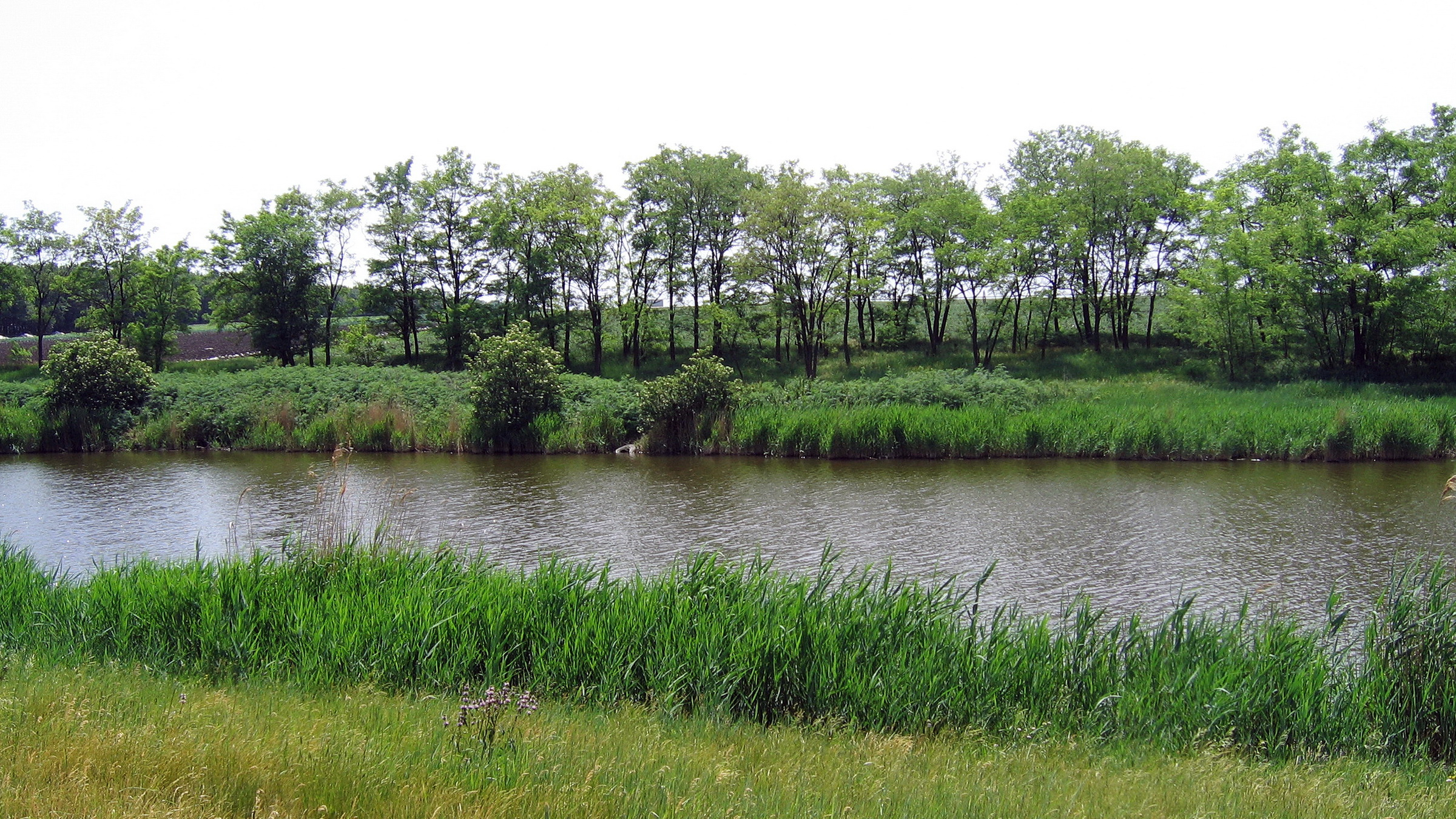
Став між селами Морозівка і Миколай-Поле